# Cristian Álvarez
Cristian Darío Álvarez (Rosario, 13 november 1985) is een Argentijns voetballer die als doelman speelt. Hij tekende in juli 2013 een driejarig contract bij San Lorenzo, dat hem overnam van RCD Espanyol. San Lorenzo verhuurde hem gedurende het seizoen 2015/16 aan Cerro Porteño.

## Clubcarrière
Álvarez speelde in de jeugd bij Rosario Central. Hij maakte zijn profdebuut op 26 februari 2006 tegen het Paraguayaanse Cerro Porteño, in een wedstrijd in het kader van de Copa Libertadores. In mei 2008 tekende Álvarez een vijfjarig contract bij RCD Espanyol. Hij werd gehaald als back-up voor de Kameroense goalie Idriss Carlos Kameni. Tijdens het seizoen 2011-2012 werd hij door coach Mauricio Pochettino gebombardeerd tot eerste doelman. In januari 2012 vertrok Kameni daarop naar Málaga CF. Het daaropvolgende seizoen verloor Álvarez zijn plek aan de één jaar jongere Kiko Casilla.

## Erelijst
| Copa Libertadores                   | 1x | 2014 |
| Primera División (Winnaar Apertura) | 1x | 2013 |

1 Álvarez  ·
2 Zedadka ·
3 Amador ·
5 Grau ·
6 Francés ·
7 Valera ·
8 Aguado ·
9 Azón ·
10 Guti ·
11 Mesa ·
12 Bakış ·
13 Poussin ·
14 Serrano ·
15 Mouriño ·
17 Nieto ·
18 Gámez ·
19 Vallejo ·
20 Mollejo ·
21 Moya ·
22 Lecoeuche ·
23 Enrich ·
24 López ·
25 Badia ·
35 Rebollo ·
Coach: Velázquez